# Lampre-Panaria/1994
Deze pagina geeft een overzicht van de wielerploeg Lampre-Panaria in 1994.
| Naam                  | Geboortedatum | Nationaliteit | Ploeg 1993             |
| --------------------- | ------------- | ------------- | ---------------------- |
| Wladimir Belli        | 25-07-1970    | Italië        |                        |
| Davide Bramati        | 28-06-1968    | Italië        |                        |
| Roberto Conti         | 16-12-1964    | Italië        | Ceramiche Ariostea     |
| Gianni Faresin        | 16-07-1965    | Italië        | ZG Mobili              |
| Maurizio Fondriest    | 15-01-1965    | Italië        |                        |
| Alessio Galletti      | 26-03-1968    | Italië        | neo                    |
| Oleksandr Hontsjenkov | 14-04-1970    | Oekraïne      |                        |
| Mirko Gualdi          | 07-07-1968    | Italië        |                        |
| Marco Lietti          | 20-04-1965    | Italië        |                        |
| Giovanni Lombardi     | 20-06-1969    | Italië        |                        |
| Luca Prada            | 08-02-1969    | Italië        | (stagiair vanaf 01-09) |
| Marco Serpellini      | 14-08-1972    | Italië        | neo                    |
| Zbigniew Spruch       | 13-12-1965    | Polen         |                        |
| Ján Svorada           | 28-08-1968    | Tsjechië      |                        |
| Pavel Tonkov          | 09-02-1969    | Rusland       |                        |
| Diego Trepin          | 30-03-1968    | Italië        | ZG Mobili              |
| Marco Zen             | 02-01-1963    | Italië        |                        |

## Overwinningen
Ruta del Sol
5e etappe: Ján Svorada
Siciliaanse Wielerweek
Maurizio Fondriest
Ronde van Murcia
1e etappe: Giovanni Lombardi
3e etappe: Giovanni Lombardi
Wielerweek van Bergamo
1e etappe: Giovanni Lombardi
2e etappe: Pavel Tonkov
3e etappe: Wladimir Belli
4e etappe: Giovanni Lombardi
7e etappe: Wladimir Belli
9e etappe: Wladimir Belli
Eindklassement: Wladimir Belli
Ronde van Romandië
4e etappe: Ján Svorada
Ronde van Trentino
3e etappe: Gianni Faresin
Ronde van Italië
10e etappe: Ján Svorada
12e etappe: Ján Svorada
18e etappe: Ján Svorada
Midi Libre
1e etappe: Pavel Tonkov
Eindklassement: Ján Svorada
Ronde van Zwitserland
1e etappe: Giovanni Lombardi
9e etappe: Giovanni Lombardi
Ronde van Frankrijk
7e etappe: Ján Svorada
16e etappe: Roberto Conti
Ronde van Groot-Brittannië
1e etappe: Maurizio Fondriest
3e etappe: Maurizio Fondriest
6e etappe: Ján Svorada
Eindklassement: Maurizio Fondriest
GP Sanson
Gianni Faresin
Ronde van Polen
Proloog: Marco Lietti
1e etappe: Maurizio Fondriest
5e etappe: Maurizio Fondriest
Eindklassement: Maurizio Fondriest
Ronde van Lazio
Maurizio Fondriest
Coppa Sabatini
Maurizio Fondriest
Mannen:1991 · 1992 · 1993 · 1994 · 1995 · 1996 · 1997-1998 · 1999 · 2000 · 2001 · 2002 · 2003 · 2004 · 2005 · 2006 · 2007 · 2008 · 2009 · 2010 · 2011 · 2012 · 2013 · 2014 · 2015 · 2016 · 2017 · 2018 · 2019 · 2020 · 2021 · 2022 · 2023 · 2024 · 2025
Vrouwen:2022 · 2023 · 2024 · 2025